# Anton van Glymes van Bergen

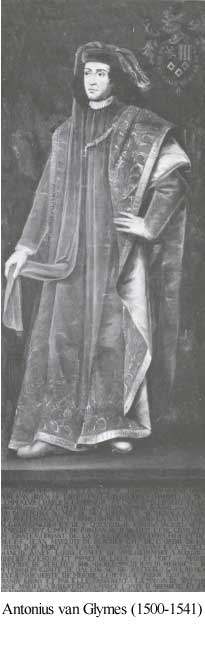
Anton van Glymes van Bergen, 1. Markgraf von Bergen

Anton von Glymes von Bergen, 1. Markgraf von Bergen (* 13. Mai 1500; † 27. Juni 1541) war ein hoher niederländischer Edelmann, dem Haus Glymes entstammend.

## Leben
Anton von Glymes von Bergen war der Sohn des Johann III. von Glymes van Bergen und der Adriana de Brimeu.
Im Jahre 1532 wurde aus dem Heer van Walhain ein niederländischer Comte de Walhain (Graf von Walhain). Im Jahre 1533 wurde van Glymes van Bergen durch Kaiser Karl V. zum 1. Marquis de Bergen-op-Zoom erhöht. Des Weiteren war er Baron von Grimbergen, Generalkapitän und souveräner Bailli (Vogt) der Grafschaft Namur, Ritter im Orden vom Goldenen Vlies, kaiserlicher Rat und Kämmerer. Anton von Glymes von Bergen war auch als Gesandter von Maria von Österreich tätig. Im Jahre 1540 empfing er Kaiser Karl V. in seiner Residenz „Markiezenhof“ in Bergen op Zoom. Des Weiteren war er im Besitz des Schlosses Croy
Anton von Glymes von Bergen heiratet Jacqueline von Croy, einer Tochter von Heinrich von Croÿ-Aerschot (Haus Croy), Graf von Porcéan. Aus dieser Ehe entsprangen vier Kinder:
- Anna von Glymes von Bergen (* 1525)
- Johan IV. von Glymes von Bergen (* 1528)
- Robert von Glymes von Bergen (* 1530)
- Mencia von Glymes von Bergen (* 1535)